# NOAH (タレント)
NOAH（ノア、1993年10月14日 - ）は、日本の俳優、ラッパー、プロサーファー、タレント。父は真木蔵人。祖父はマイク眞木。

## 来歴
1993年、俳優の真木蔵人の長男（非嫡出子）としてハワイに生まれる。幼少期は母の元で育ったものの、その後来日。来日後は父の蔵人と同居する。2010年に16歳で日本にて芸能界デビューした。2015年にはドラマ初出演を果たした。

## 出演
『大人番組リーグPresents「ああ、ラブホテル」』